# Джозеф Гудалл
Джозеф Гудалл (англ. Joseph Goodall, 22 червня 1992, Бендіго) — австралійський професійний боксер, призер чемпіонату світу серед аматорів.

## Аматорська кар'єра
2014 року на Іграх Співдружності, здобувши три перемоги і програвши у фіналі Джо Джойсу, завоював срібну медаль.
Нв чемпіонаті світу 2015 програв у першому поєдинку.
На чемпіонаті світу 2017 завоював бронзову медаль.
- В 1/16 фіналу переміг Юсрі Хафеза (Єгипет) — 5-0
- В 1/8 фіналу переміг Віктора Вихриста (Україна) — 3-2
- У чвертьфіналі переміг Максима Бабаніна[ru] (Росія) — 3-0
- У півфіналі програв Магомедрасулу Маджидову (Азербайджан) — 1-4

## Професіональна кар'єра
Дебютував на профірингу 2018 року. Впродовж 2018—2022 років провів одинадцять поєдинків, зазнавши в них лише однієї поразки від співвітчизника Джастіна Гуні.